# تفسير زكريا
تفسير زكريا (الاسم الأصلي: القرآن الكريم ترجمة بنغالية وتفسير قصير) هو سلفي كتبه الباحث البنغلاديشي أبو بكر محمد زكريا وتمت الموافقة عليه ونشره من قبل الحكومة السعودية، بين عامي 2013 و2015. . قد تم النشر. التفسير والذي يتضمن القرآن الكريم الأصلي مع الترجمة البنغالية باللغة العربية بالإضافة إلى تفسير قصير. وهو التفسير الوحيد المكتوب باللغة البنغالية المعترف به في المملكة العربية السعودية. في عامي 2013 و2015، تم نشره لأول مرة من قبل مجمع الملك فهد لطباعة المصحف الشريف التابعة لحكومة المملكة العربية السعودية.

## التاريخ
أثناء دراسة المؤلف في الجامعة الإسلامية بالمدينة المنورة، حثه أحد المعلمين على كتابة تفسير على أساس العقيدة الشلفية الأشعرية بسبب خبرته في العقيدة، لأنه، على حد قوله، لم ينشر أي تفسير من قبل في البنغال، بما في ذلك تفسير ما. 'أ. . ويبدو أن القرآن العريفي، الذي اعتبره "نقيًا" من الناحية الإيمانية من وجهة نظر سلفية، مليئًا بالجهل والعقيدة. فبناء على طلب المعلم بدأ بكتابة التفسير وأكمله عام 2013. وقد شارك في تحرير التفسير الشيخ كوشر إرشاد والشيخ محمد إلياس بن صالح.

## الميزات
في التفسير، بالإضافة إلى جمع المعلومات من مختلف التفاسير منها تفسير ابن قصير، تفسير الجلالين، تفسير الطبري، تفسير الطبراني،ووشمله مع تفسير ابن قصير، وتفسير الجلالين، وتفسير الطبري. والآيات مقتبسة في التفاسير والتفاسير مرفقة في كتب مختلفة. ويدعي المؤلف أنه أدرج فيه أجزاء موثوقة من وجهة النظر السلفية مستقاة من كتب مختلفة، ولم يدرج فيها أي معلومات مشكوك فيها أو غير موثوقة من وجهة النظر السلفية.

## الاستلام
في الحج لعام 2023م وزعت الحكومة السعودية طبعة هذا الكتاب الصادرة عن مجمع الملك فهد لطباعة المصحف الشريف لجميع الحجاج البنغاليين.

## المنشورات
- "تفسير زكريا" (ترجمة القرآن الكريم البنغالية والتفسير القصير) (2013/2015) مطبعة بادشاه فهد للقرآن الكريم ومنشورات سابوج أوديوغ، شارك في تأليفه: الشيخ كوشر إرشاد والشيخ محمد إلياس بن صالح أحمد، (ردمك 978-603-8187-58-6) (مجموعة) (ردمك 978-603-8187-59-3) (المجلد 1) (ردمك 978-603-8187-60-9 ) (الجزء الثاني)

## المرجع
1. ↑  "বাংলা ভাষায় অনুবাদ- ড. আবূ বকর মুহাম্মাদ যাকারিয়া". আল-কুরআনুল কারীম বিশ্বকোষ (بالبنغالية). Archived from the original on 2023-05-06. Retrieved 1 अगस्त 2024. {{استشهاد ويب}}: تحقق من التاريخ في: |تاريخ الوصول= (help)
2. ↑  "ترجمة معاني القرآن الكريم إلى اللغة البنغالية (المجلد الأول) – مجمع الملك فهد لطباعة المصحف الشريف". qurancomplex.gov.sa (بالإنجليزية الأمريكية). 5 Dec 2019. Archived from the original on 2023-05-05. Retrieved 2022-01-14.
3. ↑  "ترجمة معاني القرآن الكريم إلى اللغة البنغالية (المجلد الثاني) – مجمع الملك فهد لطباعة المصحف الشريف". qurancomplex.gov.sa (بالإنجليزية الأمريكية). 5 Dec 2019. Archived from the original on 2023-07-18. Retrieved 2022-01-14.

## العلاقات الخارجية
- ملف التفسير بصيغة PDF على الموقع الرسمي للمملكة العربية السعودية(الجزء الاول) ও (الجزء الثاني)